# Canon de 75 mm modèle 1916
Pour les articles homonymes, voir Canon de 75 mm.

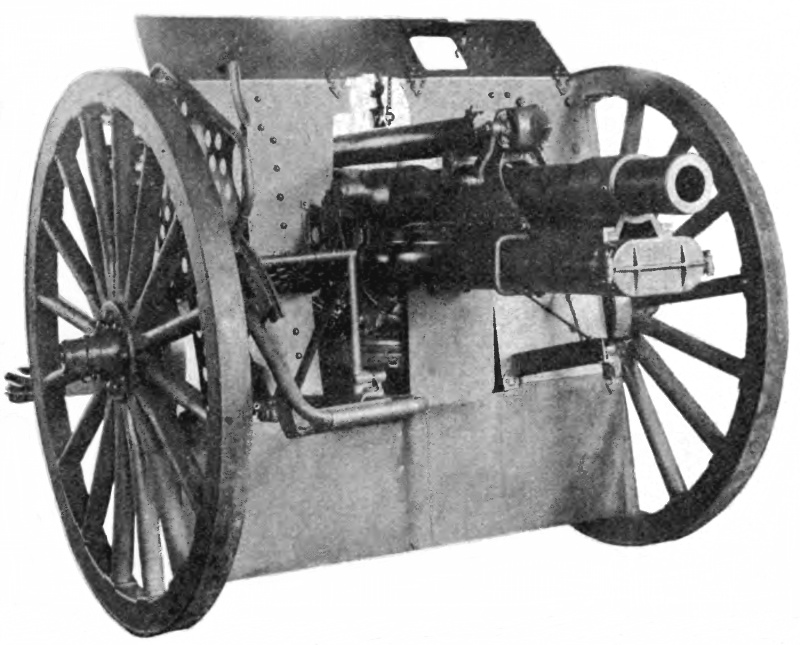
Canon de 75 mm modèle 1916.

Le canon de 75 mm M1916 est une pièce d'artillerie de campagne de l'armée américaine utilisée pendant et après la Première Guerre mondiale. Elle servait de canon antiaérien ainsi que de pièce de campagne et est à l'origine le canon de 3 pouces M1913, qui a rapidement été modifié en canon de 3 pouces M1916, qui a ensuite été modifié pour devenir l'arme en question.